# Barrisca kochalkai
Barrisca kochalkai is een spinnensoort in de taxonomische indeling van de Trechaleidae.
Het dier behoort tot het geslacht Barrisca. De wetenschappelijke naam van de soort werd voor het eerst geldig gepubliceerd in 1978 door Norman I. Platnick.